# Златопольє
Златопо́льє (каз. Златополье) — село у складі Бурабайського району Акмолинської області Казахстану. Адміністративний центр Златопольського сільського округу.
Населення — 1097 осіб (2021; 1316 у 2009, 1413 у 1999, 1892 у 1989).
Національний склад станом на 1989 рік:
- росіяни — 60 %.